# Leonhard Christoph Sturm
Leonhard Christoph Sturm (Altdorf bei Nürnberg, 5 novembre 1669 – Blankenburg, 6 giugno 1719) è stato un architetto tedesco.
Figlio del più celebre Johann Christoph Sturm, fu abile matematico, ma dal 1690 emerse come architetto; la sua opera più celebre è la Schelfkirche di Schwerin.
Fu inoltre versatile e prolifico trattatista.